# Lains
Lains is een plaats en voormalige gemeente in het Franse departement Jura in de regio Bourgogne-Franche-Comté en telt 80 inwoners (2009). De plaats maakt deel uit van het arrondissement Lons-le-Saunier.

## Geschiedenis
Lains is op 1 januari 2017 gefuseerd met de gemeenten Dessia en Montagna-le-Templier tot de gemeente Montlainsia. 

## Geografie
De oppervlakte van Lains bedraagt 9,1 km², de bevolkingsdichtheid is dus 8,8 inwoners per km².
De onderstaande kaart toont de ligging van Lains met de belangrijkste infrastructuur en aangrenzende gemeenten.

## Demografie
Onderstaande figuur toont het verloop van het inwonertal.